# Piper cordovanum
Piper cordovanum är en pepparväxtart som beskrevs av C. Dc.. Piper cordovanum ingår i släktet Piper och familjen pepparväxter. Inga underarter finns listade i Catalogue of Life.